# Going concern
Going concern er en regnskabsmæssig forudsætning om at en virksomhed forudsætter sine aktiviteter. Der må således ikke være fare for likvidation i en overskuelig fremtid, som normalt betragtes som mindst de næste 12 måneder eller den angivne regnskabsperiode (den længste af de to). Formodningen om going concern for virksomheden indebærer den grundlæggende hensigtserklæring om at fortsætte driften af sine aktiviteter, hvilket er en grundlæggende forudsætning for udarbejdelse af regnskaber, der forstår den begrebsmæssige ramme for IFRS. En erklæring om going concern betyder derfor, at virksomheden hverken har til hensigt eller behov for at likvidere eller væsentligt indskrænke omfanget af dens aktiviteter.
Som udgangspunkt aflægger en virksomheds ledelse årsrapport ud fra en forudsætning om, at virksomheden formodes at fortsætte sine aktiviteter (going concern). Det er ledelsens ansvar at foretage vurderingen af virksomhedens evne til at fortsætte driften.
| Regnskab | Spire Denne regnskabsartikel er en spire som bør udbygges. Du er velkommen til at hjælpe Wikipedia ved at udvide den. |